# كروبيلو كايرولي (بافيا)
كروبيلو كايرولي (بالإيطالية: Gropello Cairoli)‏ هي بلدة تقع في مقاطعة بافيا بإقليم لومبارديا في شمال إيطاليا. تبلغ مساحة هذه المدينة 26.1 (كم²)، وترتفع عن سطح البحر م، بلغ عدد سكانها 4251 نسمة في عام 2004 حسب إحصاء المعهد الوطني للإحصاء.

## السكان
في سنة 1861 بلغ عدد السكان 3٬463 نسمة، وتطور العدد ليصل في سنة 2011 لـ 4٬592 نسمة.
يظهر هذا المخطط البياني تطور النمو السكاني لـ كروبيلو كايرولي (بافيا)